# Зигфрид (Епщайн)
Зигфрид фон Епщайн (на немски: Siegfried von Eppenstein; * ок. 1256; † 1332) е господар на Епенщайн и фогт във Ветерау.
Той е вторият син на Готфрид III фон Епщайн (1227 – 1293) и първата му съпруга Мехтхилд фон Изенбург-Вид-Браунсберг (+ 1280), дъщеря на Бруно II фон Изенбург-Вид-Браунсберг († 1255). По-големият му брат е бездетния Герхард V († сл. 1294), женен за Елизабет фон Хесен († 1306). Полубрат е на Готфрид († 1360).
Племенник е на Герхард фон Епщайн, архиепископ на Майнц (1288 – 1305) и участва с баща си в неговата политика. Зигфрид е номиниран за бургман във Фридберг.

## Фамилия
Зигфрид се жени преди 18 декември 1290 г. за Изенгард фон Фалкенщайн (* ок. 1260; † сл. 1316), дъщеря на Вернер I фон Фалкенщайн († 1298/1300) и Матилда фон Диц († 1288). Те имат един син:
- Готфрид IV (* ок. 1290; † 1341/1342), господар на Епенщайн, женен I. за Юта († 1304/1317), II. за Лорета фон Даун-Оберщайн († сл. 1361)